# Берта (Цалкский муниципалитет)
Берта (груз. ბერთა, до 2010 года — Олианги ან გოლიანქი) — село в Грузии, на территории Цалкского муниципалитета края (мхаре) Квемо-Картли.

## География
Село находится в юго-восточной части Грузии, на расстоянии приблизительно 16 километров (по прямой) к западо-северо-западу от города Цалка, административного центра муниципалитета. Абсолютная высота — 1559 метров над уровнем моря.

## Население
По результатам официальной переписи населения 2014 года в Берте проживало 152 человека (83 мужчины и 69 женщин). В национальной структуре населения грузины составляли 89,5 %, азербайджанцы — 3,9 %.
| Год  | Население, человек |
| ---- | ------------------ |
| 2002 | 405                |
| 2014 | ↘ 152              |